# Marko Bulat
Marko Bulat (Šibenik, 26 september 2001) is een Kroatisch voetballer die in het seizoen 2024/25 door Dinamo Zagreb wordt uitgeleend aan Standard Luik.

## Clubcarrière
Bulat maakte op op 27 september 2017 z'n officiële debuut voor het eerste elftal van HNK Šibenik: in de competitiewedstrijd tegen NK Varaždin (0-0-gelijkspel) kreeg hij een basisplaats. De middenvelder speelde net geen honderd officiële wedstrijden voor Šibenik, waarmee hij in 2020 naar de hoogste divisie promoveerde. In juni 2020 brak de club het contract van Bulat open tot 2020.
In februari 2021 versierde Bulat, die bij Šibenik was uitgegroeid tot aanvoerder, een transfer naar Dinamo Zagreb. De Kroatische recordkampioen liet hem weliswaar het seizoen uitdoen bij Šibenik. Met Dinamo Zagreb won Bulat drie landstitels op rij en won hij in het seizoen 2023/24 ook de Kroatische voetbalbeker en Kroatische Supercup.
In juli 2024 verhuisde Bulat op huurbasis naar de Belgische eersteklasser Standard Luik. De Luikse club bedong een aankoopoptie in het huurcontract van de Kroaat.

## Clubstatistieken
| Seizoen         | Club            | Land             | Competitie      | Competitie | Competitie | Beker | Beker | Supercup | Supercup | Europees | Europees | Totaal | Totaal |
| Seizoen         | Club            | Land             | Competitie      | Wed.       | Dlp.       | Wed.  | Dlp.  | Wed.     | Dlp.     | Wed.     | Dlp.     | Wed.   | Dlp.   |
| --------------- | --------------- | ---------------- | --------------- | ---------- | ---------- | ----- | ----- | -------- | -------- | -------- | -------- | ------ | ------ |
| 2017/18         | HNK Šibenik     | Vlag van Kroatië | 2. HNL          | 20         | 0          | 0     | 0     | —        | —        | —        | —        | 20     | 0      |
| 2018/19         | HNK Šibenik     | Vlag van Kroatië | 2. HNL          | 25         | 6          | 1     | 0     | —        | —        | —        | —        | 26     | 6      |
| 2019/20         | HNK Šibenik     | Vlag van Kroatië | 2. HNL          | 17         | 0          | 3     | 0     | —        | —        | —        | —        | 20     | 0      |
| 2020/21         | HNK Šibenik     | Vlag van Kroatië | Prva HNL        | 31         | 3          | 1     | 0     | —        | —        | —        | —        | 32     | 3      |
| 2021/22         | Dinamo Zagreb   | Vlag van Kroatië | Prva HNL        | 15         | 1          | 2     | 0     | —        | —        | 5        | 0        | 22     | 1      |
| 2022/23         | Dinamo Zagreb   | Vlag van Kroatië | HNL             | 21         | 0          | 3     | 0     | 0        | 0        | 3        | 0        | 27     | 0      |
| 2023/24         | Dinamo Zagreb   | Vlag van Kroatië | HNL             | 23         | 4          | 2     | 1     | 1        | 0        | 12       | 2        | 38     | 7      |
| 2024/25         | Standard Luik   | Vlag van België  | Eerste klasse A | 24         | 1          | 2     | 0     | —        | —        | —        | —        | 26     | 2      |
| Carrière totaal | Carrière totaal | Carrière totaal  | Carrière totaal | 176        | 15         | 14    | 1     | 1        | 0        | 20       | 2        | 211    | 19     |

Bijgewerkt op 13 april 2025.

## Interlandcarrière
Bulat debuteerde in 2016 als Kroatisch jeugdinternational. In 2023 nam hij met Kroatië –21 deel aan het EK onder 23 in Roemenië en Georgië. Bulat kreeg een basisplaats in alle drie de groepswedstrijden.

## Privé
- Josip en Ivan Bulat, respectievelijk de vader en oom van Marko, kwamen eveneens uit voor het eerste elftal van HNK Šibenik.[6]